# 神戸関電ビルディング

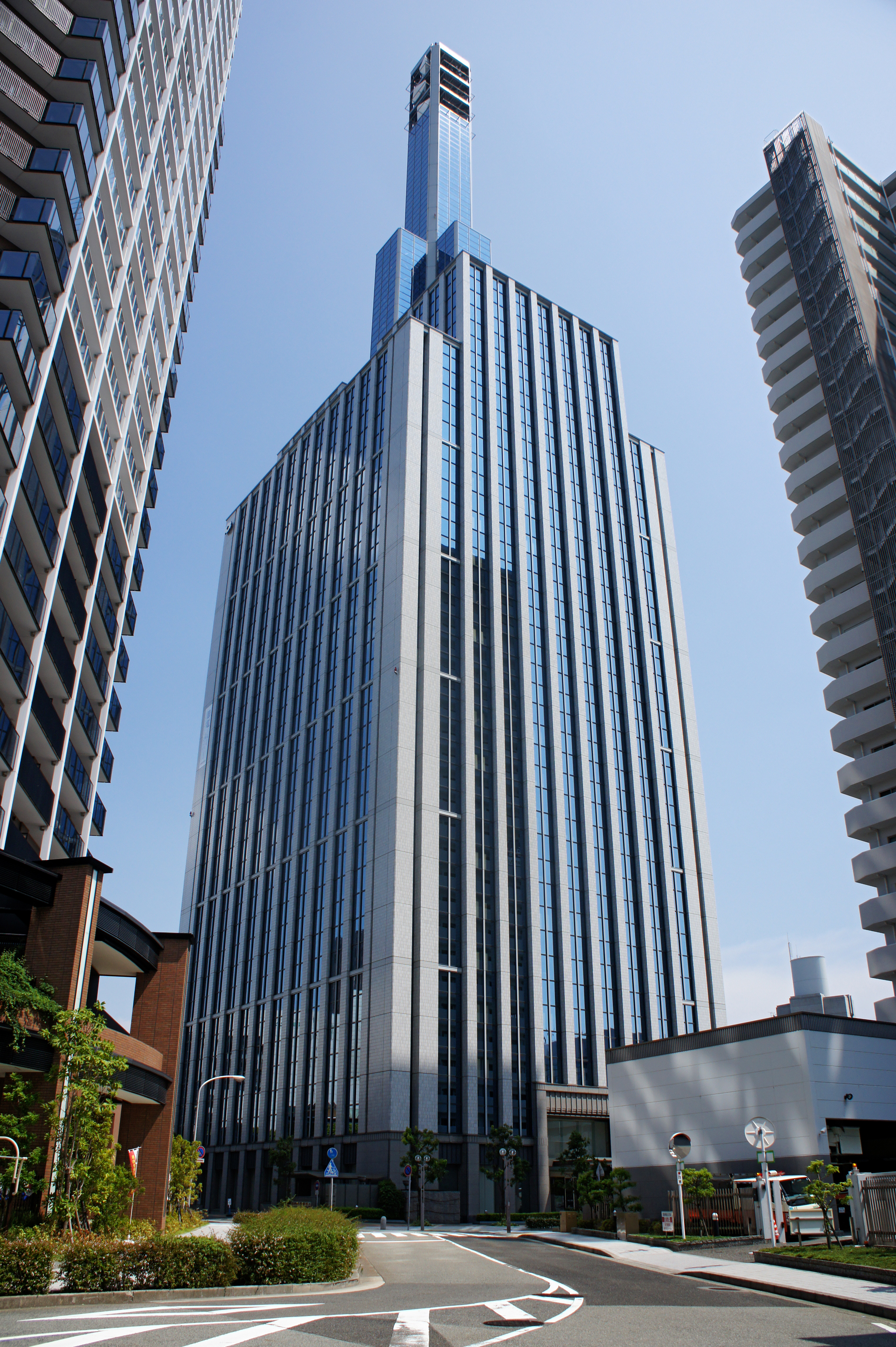
神戸関電ビルディング

神戸関電ビルディング（こうべかんでんビルディング）は、兵庫県神戸市中央区の東遊園地南にある関西電力神戸支社の大規模建築。通称、神戸関電ビル。竣工時は塔を含め神戸市内で一番高いビルであった。
日没から23時までライトアップされる。

## 概要
1階から4階は関西電力の神戸営業所。5階から7階は一般テナント。8階から18階は関西電力神戸支社。地下1階から2階　駐車場または機械室他。

## 建築概要
- 設計－ 日建設計、ニュージェック設計
- 施工－ 竹中工務店、大林組、清水建設、熊谷組
- 高さ－ 最高部170m（アンテナ部を除いた場合約90m）
- 階数－ 地上18階、塔屋2階、地下2階
- 建築面積－  1,529m2
- 敷地面積－  3,349m2
- 延床面積－ 33,295m2
- 竣工－ 2000年02月
- 所在地－ 兵庫県神戸市中央区加納町6六丁目

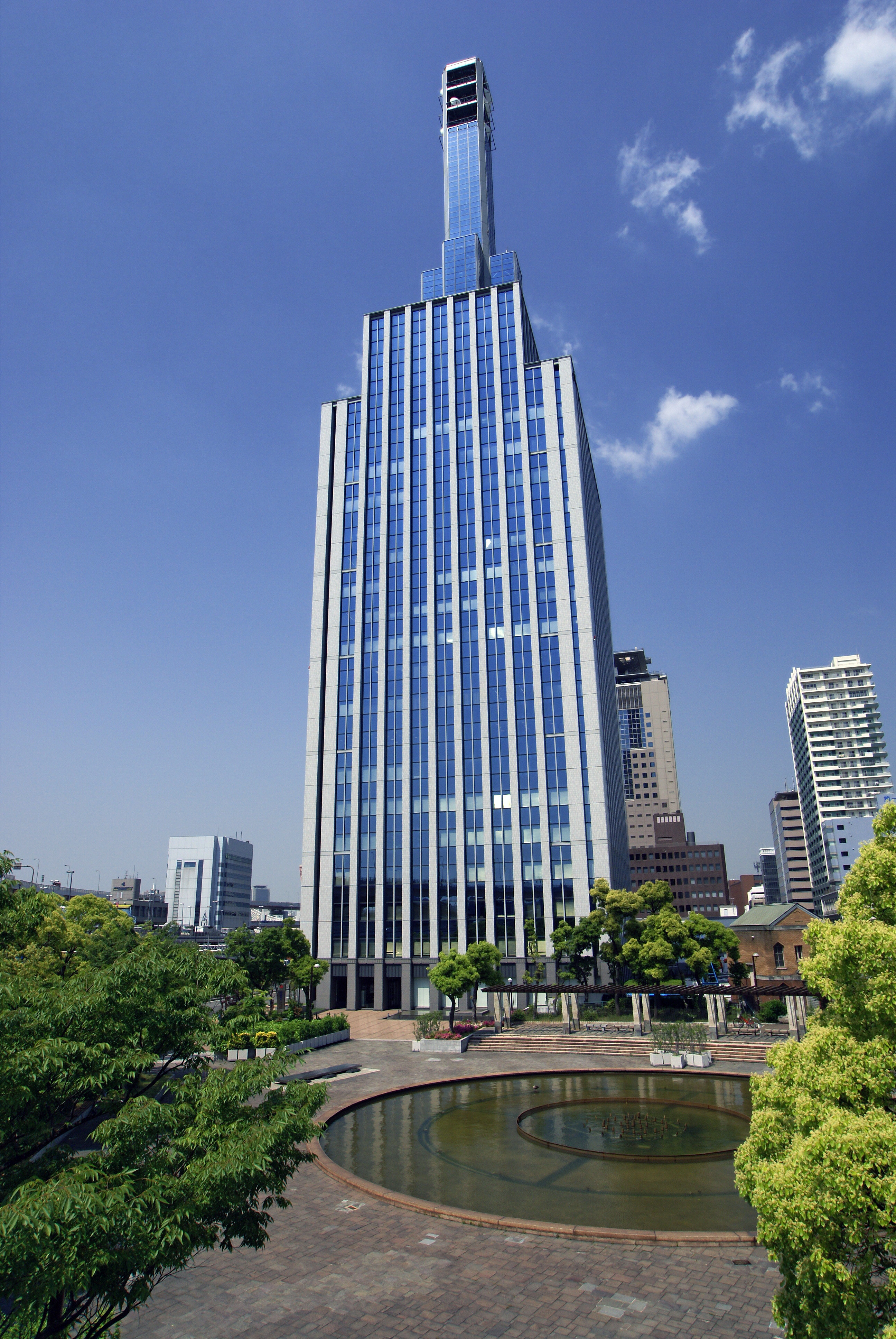
東遊園地側
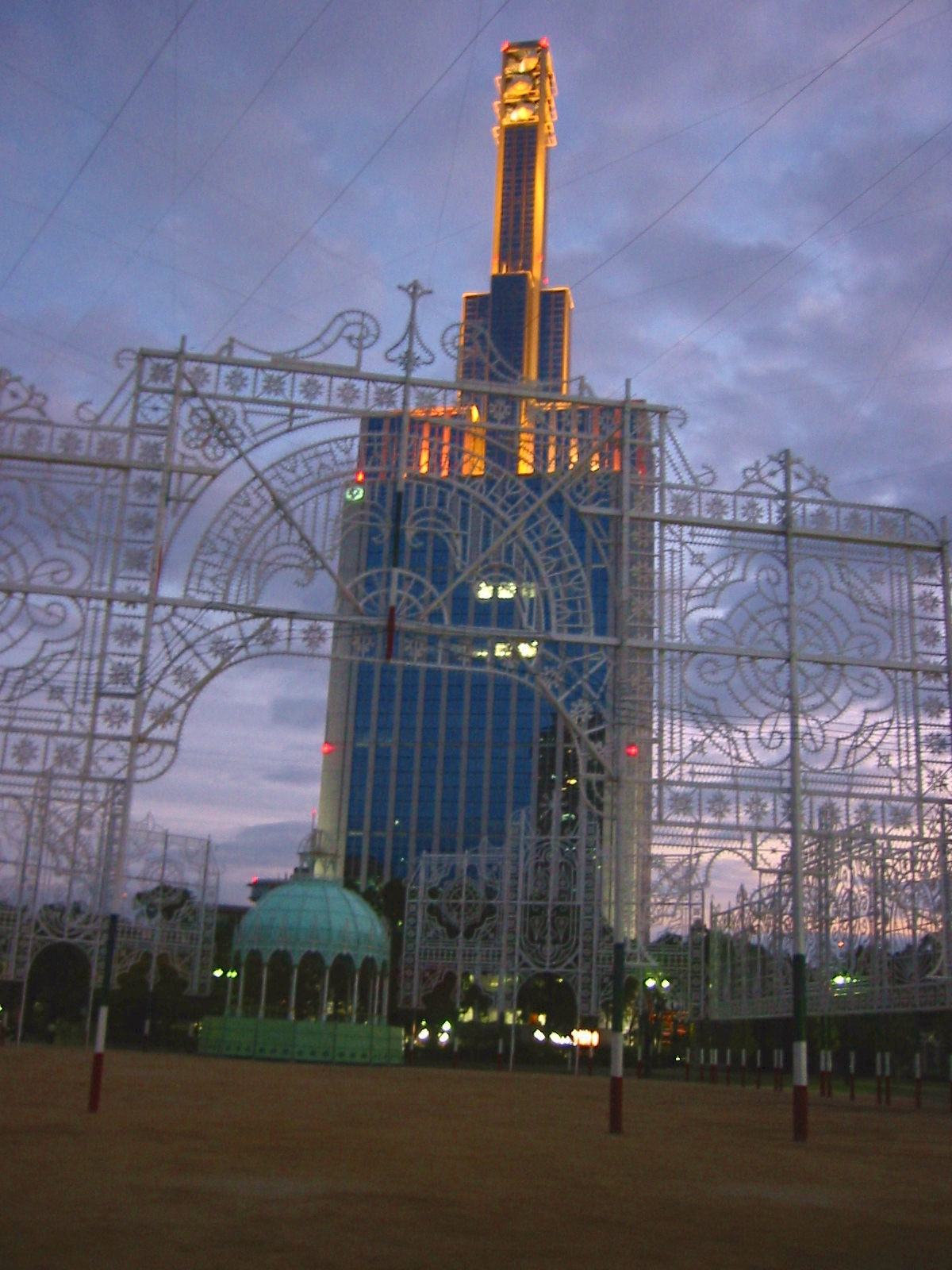
薄明
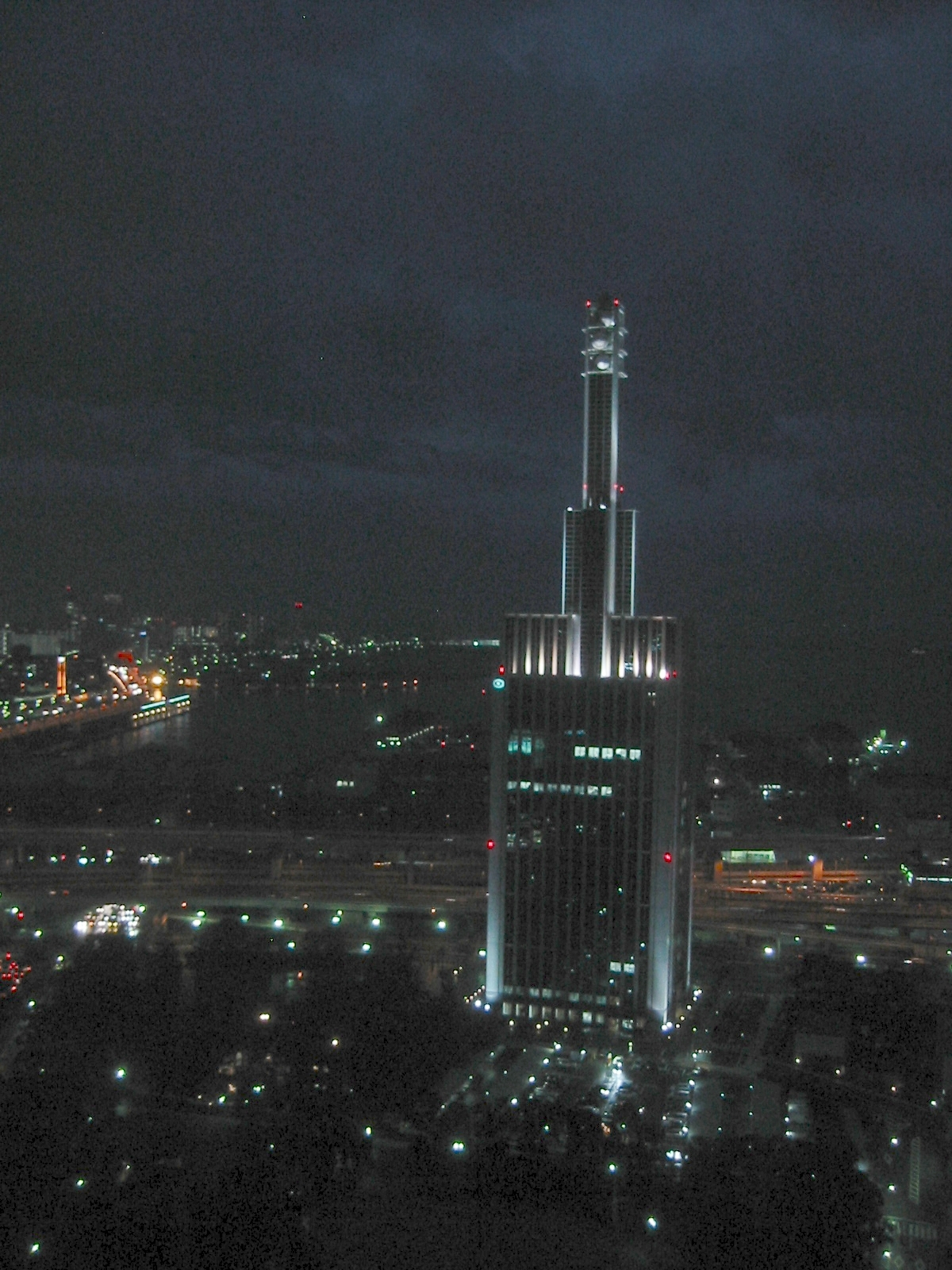
夜景
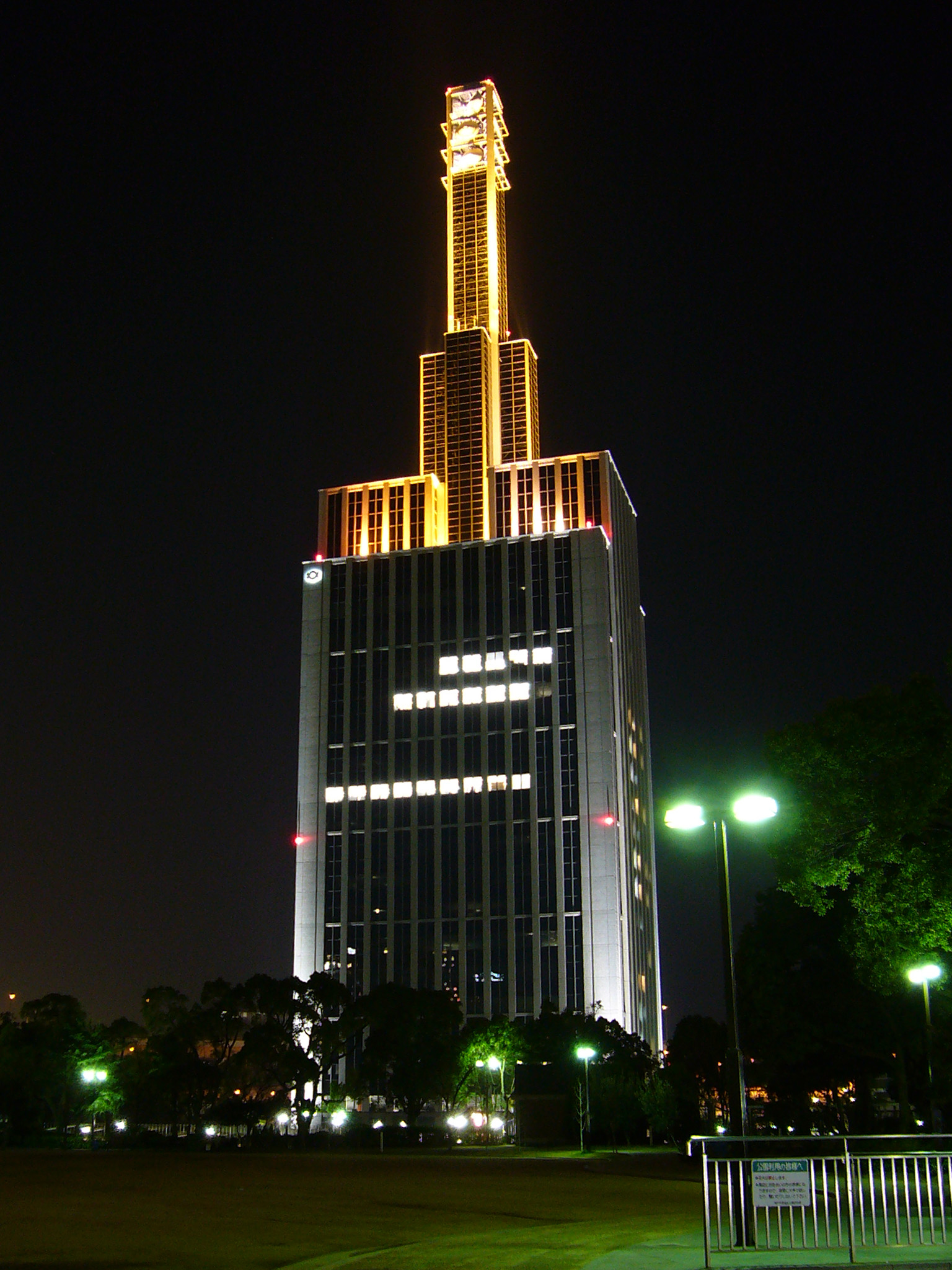
夜景

## 交通
- 神戸市営地下鉄海岸線 三宮・花時計前駅 徒歩約5分
- JR 三ノ宮駅 徒歩約15分
- 阪急 神戸三宮駅 徒歩約15分
- 阪神 神戸三宮駅 徒歩約15分
- ポートライナー 三宮駅 徒歩約15分
- 神戸市営地下鉄西神・山手線 三宮駅 徒歩約20分

## 近隣施設
- 東遊園地
- 国土交通省近畿地方整備局港湾空港部
- 神戸パールミュージアム
- アーバンライフ神戸三宮ザ・タワー